# Laduz
Laduz foi uma comuna francesa na região administrativa de Borgonha-Franco-Condado, no departamento de Yonne. Estendia-se por uma área de 7,56 km². Em 2010 a comuna tinha 310 habitantes (densidade: 41 hab./km²).
Em 1 de janeiro de 2016, passou a formar parte da nova comuna de Valravillon.